# Erythranthe madrensis
Erythranthe madrensis är en gyckelblomsväxtart som först beskrevs av Berthold Carl Seemann, och fick sitt nu gällande namn av Guy L. Nesom. Erythranthe madrensis ingår i släktet Erythranthe och familjen gyckelblomsväxter. Inga underarter finns listade i Catalogue of Life.